# Sandhøkalvane
Die Sandhøkalvane (norwegisch für Sandhöhenkälber) sind eine Gruppe von Nunatakkern im ostantarktischen Königin-Maud-Land. In der Orvinfjella ragen sie 6 km nordöstlich der Sandhø zwischen dem Conradgebirge und den Dallmannbergen auf.
Entdeckt und aus der Luft fotografiert wurden sie bei der Deutschen Antarktischen Expedition 1938/39 unter der Leitung des Polarforschers Alfred Ritscher. Norwegische Kartographen, die sie auch benannten, kartierten sie anhand von Luftaufnahmen und Vermessungen der Dritten Norwegischen Antarktisexpedition (1956–1960).